# Ministerio de Educación (Perú)
El Ministerio de Educación es el sector del Poder Ejecutivo encargado de la educación en la República del Perú.

## Historia
En el inicio de la república el ramo de Educación fue conocido como “de Instrucción Pública” y formó parte de un ministerio múltiple, que incluía a los sectores de Justicia, Culto (o Negocios Eclesiásticos) y Beneficencia. En una ocasión fue reunido con el despacho de Relaciones Exteriores.
Su primer antecedente fue el Ministerio de Instrucción Pública, Beneficencia y Negocios Eclesiásticos, creado el 4 de febrero de 1837 durante el gobierno del Gran Mariscal Andrés de Santa Cruz, presidente de la Confederación Perú-Boliviana. Dicho despacho venía a ser el cuarto ministerio, junto con los tres ministerios ya tradicionales, fundados en 1822:
- Gobierno y Relaciones Exteriores;
- Hacienda; y
- Guerra y Marina.

Al día siguiente, 5 de febrero de 1837, el presbítero doctor Manuel Villarán Loli, fue nombrado primer ministro de Instrucción Pública. Caída la Confederación e iniciado el período de la Restauración en 1839, este ministerio fue restaurado, aunque por poco tiempo. Tras la anarquía desatada en 1842 se estableció un Ministerio General; restaurada la constitucionalidad en 1845, se reordenaron los distintos ramos ministeriales.
En 1852 se creó el Ministerio de Justicia, Negocios Eclesiásticos, Instrucción y Beneficencia, cuyo primer titular fue el clérigo Bartolomé Herrera, ideólogo de los conservadores.
De 1855 a 1856 el ramo de Instrucción Pública se reunió con el de la Cancillería, funcionando así el Ministerio de Relaciones Exteriores e Instrucción Pública.
Por ley del 17 de noviembre de 1856, dada bajo el gobierno provisorio de Ramón Castilla, se creó el Ministerio de Justicia, Instrucción y Beneficencia. Por una enmienda hecha a dicha ley en 1862, este Ministerio pasó a incluir el ramo de Culto. Quedó así constituido el Ministerio de Justicia, Culto, Beneficencia e Instrucción Pública. En 1896 dejó de abarcar al ramo de Beneficencia y quedó configurado como Ministerio de Justicia, Culto e Instrucción.
El 12 de septiembre de 1935, por ley N.º 8124 dada durante el gobierno del general Oscar R. Benavides, se creó el Ministerio de Educación Pública, que quedó así definitivamente desligado del Ministerio de Justicia y Culto. El primero en ostentar el título de Ministro de Educación Pública fue el general Ernesto Montagne Markholz (1935-1939). En 1965, se denominó Ministerio de Educación, y en 2007 sus siglas pasan de ser MED a MINEDU.
En el 2023 aprobó un subsidio económico a los docentes y auxiliares de educación del Perú; mientras que para el 2024 se alista un beneficio económico a los docentes investigadores de universidades del país.Es más, en septiembre de 2024 se publicó la Ley 32121, para aprobar un bono de 380 soles.

## Sede
Desde 1956 hasta mediados de la década de los 90, su sede principal fue en el Edificio Javier Alzamora Valdez, rascacielos ubicado en el centro histórico de Lima.
A mediados de los años 90, se trasladó a una nueva sede en donde funcionó el Instituto de Investigación y Desarrollo de la Educación - INIDE (Jr. Van de Velde 160) ubicado en la Urbanización San Borja, en el distrito del mismo nombre, sede que ocupó hasta los últimos días del segundo gobierno de Alan García en 2011, cuando se inauguró un nuevo edificio al norte del Distrito de San Borja, al costado del Museo de la Nación. Previamente a fines de la década del 2000 algunas oficinas se trasladaron al Complejo Administrativo del Sector Público Pesquero para luego moverse a la nueva sede con forma de libros apilados. Finalmente todas las áreas administrativas del ministerio se trasladaron  a la sede nueva donde el ministerio funciona hasta la actualidad.

## Organización
Según Decreto supremo N° 001-2015-MINEDU, se aprueba el Reglamento de Organización y Funciones del Ministerio de Educación.
- Despacho Ministerial
  - Viceministerio de Gestión Pedagógica del Perú
    - Dirección General de Educación Básica Regular
    - Dirección General de Educación Básica Alternativa, Intercultural Bilingüe y de Servicios Educativos en el Ámbito Rural
    - Dirección General de Servicios Educativos Especiales
    - Dirección de Innovación Tecnológica en Educación
    - Dirección de Gestión de Recursos Educativos
    - Dirección General de Desarrollo Docente
    - Dirección General de Educación Superior Universitaria
    - Dirección General de Educación Técnico-productiva y Superior Tecnológica y Artística
    - Casa de la Literatura Peruana

  - Viceministerio de Gestión Institucional del Perú
    - Dirección General de Gestión Descentralizada
    - Dirección General de Calidad de la Gestión Escolar
    - Dirección General de Infraestructura Educativa
    - Dirección General de Becas y Crédito Educativo
    - PRONABEC
    - PRONIED

  - Secretaría General
  - Secretaría de Planificación Estratégica
- Órgano de Control Institucional
- Procuraduría Pública
- Consejo Nacional de Educación
- Dirección Regional de Lima Metropolitana (DRELM)

### Órganos adscritos al Ministerio
- Instituto Peruano del Deporte (IPD)
- Sistema Nacional de Evaluación, Acreditación y Certificación de la Calidad Educativa (SINEACE)
- Secretaría Nacional de la Juventud (SENAJU)
- Centro Vacacional de Huampani (CV HUAMPANI)
- Colegios de Alto Rendimiento (COAR)
- Proyecto Especial de Inversión Pública Escuelas Bicentenario (PEIP Escuelas Bicentenario)
- Dirección de Gestión de Recursos Educativos (DIGERE)
- Fondo Nacional de Desarrollo de la Educación Peruana (FONDEP)
- Programa Nacional de Alfabetización (PNA)
- Programa para la Mejora de la Calidad y Pertinencia de los Servicios de Educación Superior Universitaria y Tecnológica (PMESUT)
- Organismo de Gestión de Institutos y Escuelas de Educación Superior Tecnológica Públicos (Educatec)

### Entidades Relacionadas
- Superintendencia Nacional de Educación Superior Universitaria (SUNEDU)
- Instituto Pedagógico Nacional de Monterrico (IPNM)
- Escuela Nacional Superior Autónoma de Bellas Artes del Perú (ENSABAP)
- Escuela Nacional Superior de Ballet (ENSB)
- Universidades públicas del Perú

### Anterior
- Consejo Nacional de Ciencia, Tecnología e Innovación Tecnológica (CONCYTEC)
- Instituto Geofísico del Perú (IGP)

## Concursos Educativosdel MINEDU
El Ministerio de Educación organiza anualmente diferentes concursos. Destacan entre ellos una serie de concursos escolares nacionales de participación masiva denominados Concursos Educativos, con el objetivo de promover el desarrollo de diversas capacidades, principalmente en el ámbito STEAM, así como la comprensión y producción de textos orales y escritos; mismos que sumados, congregan cada año a casi 4 millones de estudiantes, y se listan a continuación
- La Feria Escolar Nacional de Ciencia y Tecnología - Eureka (EUREKA), creada en 1986[9]
- La Olimpiada Nacional Escolar de Matemática (ONEM), creada en 2004[10]
- Los Juegos Florales Escolares Nacionales (JFEN), creados en 2005[11]
- El Premio Nacional de Narrativa y Ensayo José María Arguedas (JMA), creado en 2006[12]
- El Concurso Nacional Crea y Emprende (CYE), creado en 2014[13]

Asimismo, atendiendo a necesidades específicas actuales, particularmente en las áreas de comunicación y matemáticas, fueron creados más recientemente dos concursos para añadirse a dicha serie
- El Concurso Nacional de Comprensión Lectora El Perú Lee (EPL), creado en 2023[15]
- El Concurso Nacional de Discurso y Ensayo José Faustino Sánchez Carrión (JFSC), creado en 2025[16]
- La Olimpiada Nacional Escolar de Matemática - Aceros Arequipa, una nueva versión de dicha competición con mayor presupuesto, instituida en 2025.[17]

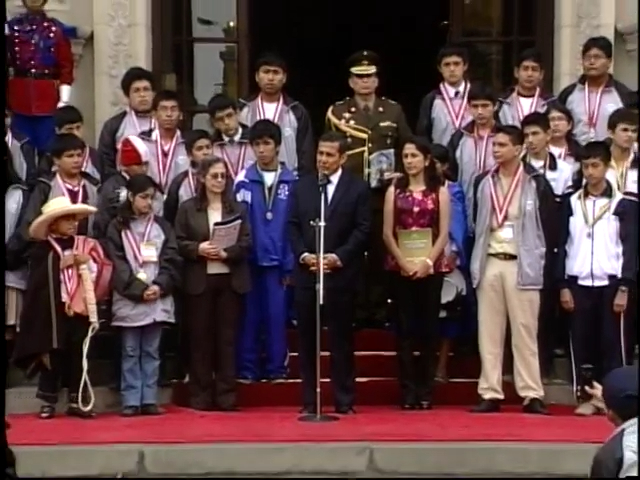
Ceremonia de premiación de la etapa nacional de la ONEM y José María Arguedas, dirigida por el presidente Humala.

Desarrollados en coordinación con las DRE/GRE y UGEL del territorio nacional, en convenio con otras entidades públicas y privadas, sirven a su vez como «semilleros» para la identificación de talentos y conformar la delegación peruana en diversas competencias de carácter internacional, en conjunto con otros dos concursos independientes de participación masiva oficializados por el MINEDU: los Juegos Escolares Deportivos y Paradeportivos (que suma otros 3 millones de participantes cada año), e Ideas En Acción, con el objetivo de promover la participación escolar en asuntos públicos. Por otro lado, fomentan el desarrollo de competencias transversales como el intercambio sociocultural entre estudiantes en todas sus etapas, la difusión de las lenguas originarias y el uso de las TIC. Estos concursos están dirigidos a escolares de instituciones educativas públicas y privadas de todos los rincones del país, con un presupuesto total de 44.8 millones de soles, y forman parte del calendario escolar oficial.